# MEGA HITS RADIO
MEGA HITS RADIO（メガ・ヒッツ・レディオ）は、1998年4月から2005年3月までJFN系列で放送された洋楽カウントダウンプログラム。放送時間は放送開始からしばらくは25:00スタートだったが、一時期IR3 JAPANとの枠入れ替えで27:00スタートとなった。2003年秋改編で25:00スタートに戻った。この番組は割とネット局の入れ替えが少なく、何年も聞いているリスナーが多数いる。パーソナリティは一貫して岩本三千代。後番組はミッドナイトランブラー。
JFN系列局制作の全番組でオンエアされた洋楽の新譜し、イギリス、アメリカなど海外のヒット・チャート、リスナーリクエストで作成されたオリジナルチャートを『MEGA HITS CHART』としてカウントダウンしていた。